# Die kluge Bauerntochter (2009)
Die kluge Bauerntochter ist ein deutscher Märchenfilm aus dem Jahr 2009. Der Märchenfilm basiert auf dem Grimm’schen Märchen Die kluge Bauerntochter und ist Bestandteil der Märchenfilmreihe Acht auf einen Streich. Der Film erschien Ende 2009 auf DVD. Die Erstausstrahlung des Films lief am 2. Januar 2010 im Programm der ARD Das Erste.

## Handlung
Ein Mann und seine Tochter leiden Not, weil sie kein Ackerland besitzen. Um den König darauf aufmerksam zu machen, pflanzen sie auf Idee der Tochter einen Garten auf dem Dach ihrer Hütte. Als der König dies bemerkt, lässt er den Mann zu sich holen, um von ihm den Grund zu erfahren. Von der Idee der Tochter nicht unbeeindruckt, erfüllt der König ihm seinen Wunsch und schenkt ihm Land.
Inzwischen hat die Mutter des Königs Prinzessin Eulalia als mögliche Braut für ihren Sohn auf das Schloss gebeten, da er nach dem Hausgesetz der Familie heiraten muss, um den Thron nicht an seinen (unfähigen) Vetter und dessen (intrigante) Frau zu verlieren. Eulalia wird jedoch vom König wie zuvor elf weitere Prinzessinnen verschmäht, da sie ihm zu dumm ist.
Beim Pflügen seines Ackers findet der Bauer einen Mörser aus Gold; bald überreicht er ihn brav dem Hofstaat trotz der Warnung seiner Tochter. Diese erfüllt sich, indem der König das Fehlen des Stößels als Diebstahl betrachtet und den Bauern in den Kerker werfen lässt. Als er erfährt, dass die Bauerntochter ihren Vater vor der Ablieferung des Mörsers gewarnt hatte, lässt er sie zu sich rufen, um sich persönlich von ihrer angeblichen Klugheit zu überzeugen. Er stellt ihr ein Rätsel und verspricht, bei Lösung den Vater freizulassen und sie zu heiraten. Zum Erstaunen aller löst sie das Rätsel, ihr Vater wird freigelassen, und der König bittet seine Mutter, die Hochzeit vorzubereiten. Obwohl die Bauerntochter mit dem steifen Leben am Hof nicht zurechtkommt, kommen sie und der König sich langsam näher – vor allem da sie sich seiner Leidenschaft, der Astronomie, gegenüber aufgeschlossen zeigt. Da außerdem der ursprünglich ebenfalls bürgerliche Hofrat von Müller schnell ein gutes Verhältnis zu ihr aufbaut, lernt selbst die anfangs nur wenig begeisterte Königsmutter allmählich, ihre zukünftige Schwiegertochter zu akzeptieren.
Währenddessen wollen der Vetter und seine Frau, die Cousine, die Bauerntochter aus dem Weg räumen, damit die Krone gemäß königlichem Hausgesetz ihnen zufällt. Doch mehrere Pläne scheitern an der Unbeholfenheit des Vetters. Als die Cousine die Magd kurz darauf beim Diebstahl von Essen für die Armen ertappt, will der König sie verschonen, wenn sie ein Rätsel lösen kann. Mit heimlicher Hilfe der Bauerntochter gibt die Magd die richtige Antwort, doch der König bemerkt dies und fühlt sich von seiner Braut hintergangen. Kurz darauf entscheidet er einen Streit zwischen einem mit dem Vater der Bauerntochter befreundeten Fuhrmann und einem Ochsenbauern ungerechterweise zugunsten des Letzteren. Der Fuhrmann bittet die Bauerntochter um Hilfe, die ihm zu einer List rät, um dem König die Lächerlichkeit seines Urteils zu verdeutlichen. Doch der König findet heraus, dass seine Zukünftige dahintersteckt und schickt sie nach dieser erneuten Kränkung wieder in ihre Hütte zurück. Er erlaubt ihr jedoch, sich das Liebste und Beste aus dem Schloss als Andenken mitzunehmen.
Inzwischen fassen die Cousine und der Vetter den Plan, den König mit Gift zu ermorden. Die Bauerntochter bereitet darauf jedoch einen Schlaftrunk, wofür sie unwissentlich den vergifteten Wein ausgießt und dem König damit das Leben rettet. Dieser trinkt von dem Schlaftrunk und fällt sogleich in einen tiefen Schlaf. Mit Hilfe des Fuhrmanns bringt die Bauerntochter ihn in ihre Hütte, wo er wenig später völlig verwundert aufwacht. Da der König erkennt, dass er ihr das Liebste und Beste ist, kommt es wieder zur Versöhnung zwischen den beiden und nachdem die Cousine und der Vetter von der Königsmutter aus dem Schloss verwiesen worden sind, wird eine fröhliche Hochzeit gefeiert.

## Hintergrund
Drehorte des Films waren verschiedene Anlagen in Mitteldeutschland. Die Parkaufnahmen entstanden im Barockgarten Großsedlitz in Sachsen. Alle Innenszenen wurden auf Schloss Waldenburg im Landkreis Zwickau gedreht. Außenaufnahmen wurden bei Penig hergestellt, während die Dorfmotive im Deutschen Landwirtschaftsmuseum auf Schloss Blankenhain im Landkreis Zwickau entstanden. Als Kulisse für das Schloss diente Schloss Wernigerode im Harz. Zu Beginn des Films ist es als Landschaftsmotiv zu sehen, im späteren Verlauf ist es per Tricktechnik Teil des Barockgartens Großsedlitz.

## Kritiken
Tilmann P. Gangloff von der Berliner Zeitung zählt Die kluge Bauerntochter zu den besten Filmen der Reihe Acht auf einen Streich. Anna Maria Mühe spiele die Titelheldin in der „Romanze“ „ganz wunderbar“. Das Lexikon des internationalen Films schreibt: „Verfilmung eines weniger bekannten Märchens der Gebrüder Grimm, das Fantasie, Klugheit und Herzensgüte feiert.“

## Auszeichnung
- Robert-Geisendörfer-Preis 2011: Kinderfernsehpreis an Wolfgang Eißler (Regie) und Gabriele Kreis (Buch)